# 万盛站 (成都市)
万盛站位于中国四川省成都市温江区，是成都地铁4号线的地下车站，也是4号线西端的终点站。

## 车站概要
本站位于海科路东段和学府路交叉路口，沿海科路东段呈东西向布置，于2017年6月2日启用。在4号线建设期间，本站曾使用工程名“大学城站”。后因本站所在地为万盛社区，以“万盛”命名本站后，曾一度引起争议，有市民认为本站沿用“大学城站”的工程名更合适。本站土建部分的施工方为中国水利水电第七工程局有限公司。

## 车站构造
本站为地下二层侧式站台车站，侧式站台宽3.5米，标准段宽度60米，车站总建筑面积18767平方米。共设4个出入口，2组风亭和1座冷却塔。
| 地面      |                                | 出入口                     |                            |
| 地下 一层 | 站厅层                         | 安检、售票机、站内商店     |                            |
| 地下 二层 | 侧式站台，右边车门将会开启     | 侧式站台，右边车门将会开启 | 侧式站台，右边车门将会开启 |
| 地下 二层 | 4号线列车终点站台              |                            |                            |
| 地下 二层 | 4号线列车往西河方向 （杨柳河） |                            |                            |
| 地下 二层 | 侧式站台，右边车门将会开启     |                            |                            |

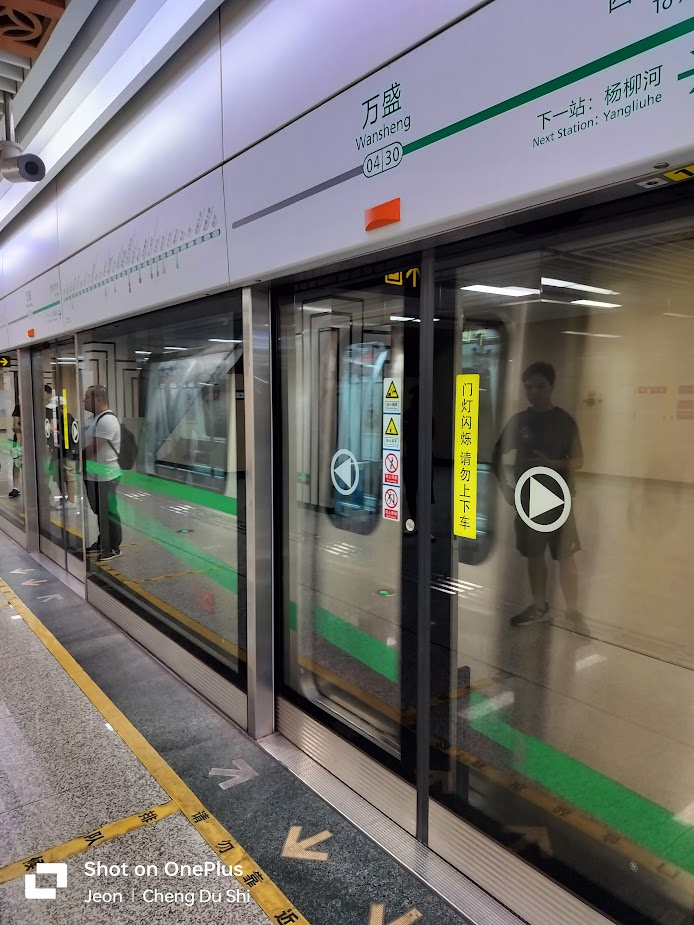
站台
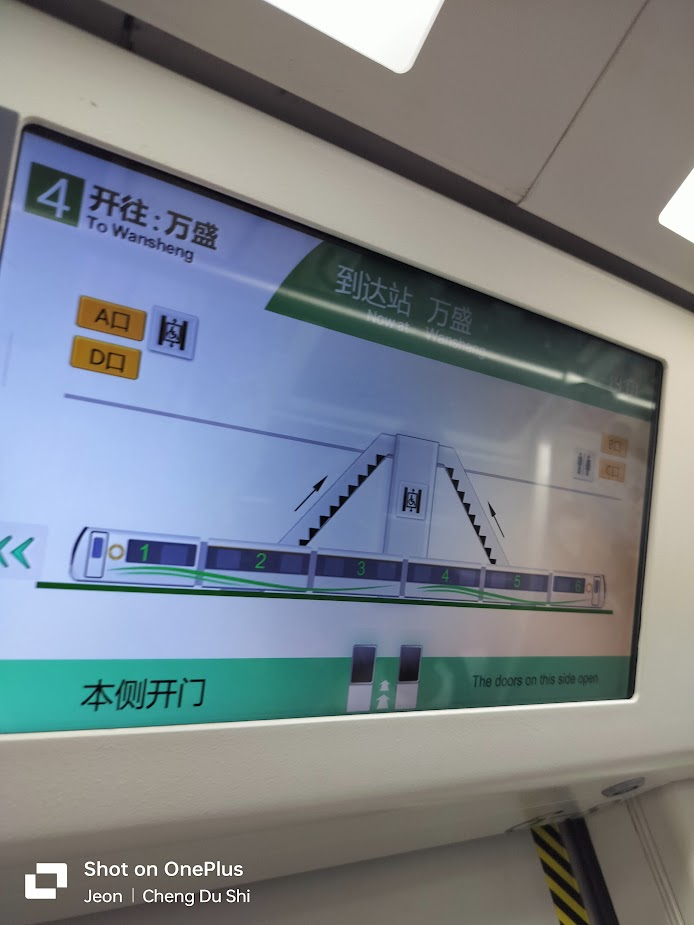
资讯屏
LCD路线图

## 内装与公共艺术
本站以儒雅之城、科教文化为主题。
本站位于温江大学城内，西南财经大学旁，近几年来，温江大学城共有成都中医药大学、成都师范学院、四川理工学院、四川核工业技师学院、四川农业大学等高等院校10余所，各类科研机构20余家，科技人员近万名，对周边经济的发展起到了重要的推动作用，成为温江区经济发展的三张名片之一。因此本站以棕色调、圆形方孔图案等人文元素为特色，阐释了书香墨韵、博学儒雅的学术文化。

## 出入口信息
本站目前开放4个出入口。
| 出口编号 | 设施         | 地点       | 可到达目的地                               | 照片 |
| -------- | ------------ | ---------- | ------------------------------------------ | ---- |
|          |              |            |                                            |      |
|          | 无障碍电梯   | 海科路东段 | 翰林世家、成都SBI创业街                    |      |
| 出口 · B |              | 海科路东段 | 成都师范学院、成都师范学院附属实验学校     |      |
| 出口 · C | 无障碍卫生间 | 海科路东段 | 西南财经大学柳林校区、四川交通职业技术学院 |      |
| 出口 · D |              | 海科路东段 | 海科名城、成都中医药大学温江校区           |      |

## 大事记
- 2014年6月20日，开工建设[6]；
- 2015年12月11日，主体结构封顶[6]；
- 2017年6月2日，正式启用[1]。